# プリーチャー・カール

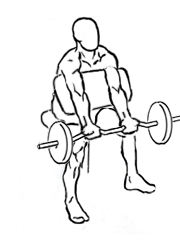
EZバー・プリーチャー・カール(スタート)

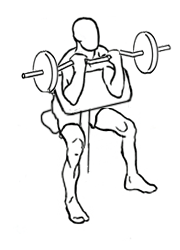
EZバー・プリーチャー・カール(フィニッシュ)

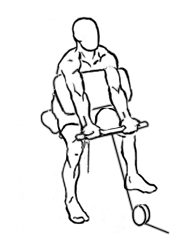
ケーブル・プリーチャー・カール(スタート)

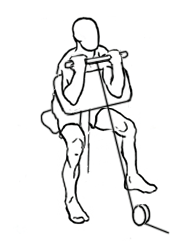
ケーブル・プリーチャー・カール(フィニッシュ)

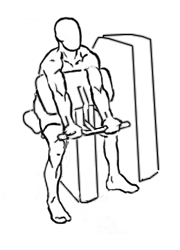
プリーチャー・カール・マシン(スタート)

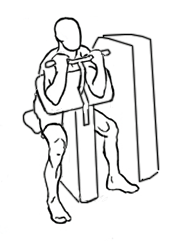
プリーチャー・カール・マシン(フィニッシュ)

プリーチャー・カール(preacher curl)は、ウエイトトレーニングの種目の一つ。主に上腕二頭筋に刺激を与える。肘が固定されるため上腕二頭筋に負荷が集中する。

## 具体的動作

### バーベル・プリーチャー・カール
1. プリーチャーベンチに腰かけ、アンダーグリップでバーベルを握る。
2. 息を吐きながらバーベルを上げる。
3. 肘を十分に曲げたら息を吸いながら元の姿勢に戻る。
4. 2~3を繰り返す。

### EZバー・プリーチャー・カール
1. プリーチャーベンチに腰かけ、アンダーグリップでEZバーを握る。
2. 息を吐きながらEZバーを上げる。
3. 肘を十分に曲げたら息を吸いながら元の姿勢に戻る。
4. 2~3を繰り返す。

### ダンベル・プリーチャー・カール
1. プリーチャーベンチに腰かけ、アンダーグリップでダンベルを握る。
2. 息を吐きながらダンベルを上げる。
3. 肘を十分に曲げたら息を吸いながら元の姿勢に戻る。
4. 2~3を繰り返す。

### ケーブル・プリーチャー・カール
1. ロープーリーにアタッチメントのカールバー(ハンドル)をセットし、プリーチャーベンチに腰かけ、アンダーグリップでハンドルを握る。
2. 息を吐きながらハンドルを上げる。
3. 肘を十分に曲げたら息を吸いながら元の姿勢に戻る。
4. 2~3を繰り返す。

片手で行う場合はワンハンドルバーを用いる。

### プリーチャー・カール・マシン
1. マシンのシートに腰かけ、アンダーグリップでハンドルを握る。
2. 息を吐きながらハンドルを上げる。
3. 肘を十分に曲げたら息を吸いながら元の姿勢に戻る。
4. 2~3を繰り返す。

負荷のかかり方を調節できるタイプのマシンでは、初動で負荷が最大になるように設定する。